# 科瓦達湖國家公園
37°37′09.79″N 30°52′14.74″E / 37.6193861°N 30.8707611°E

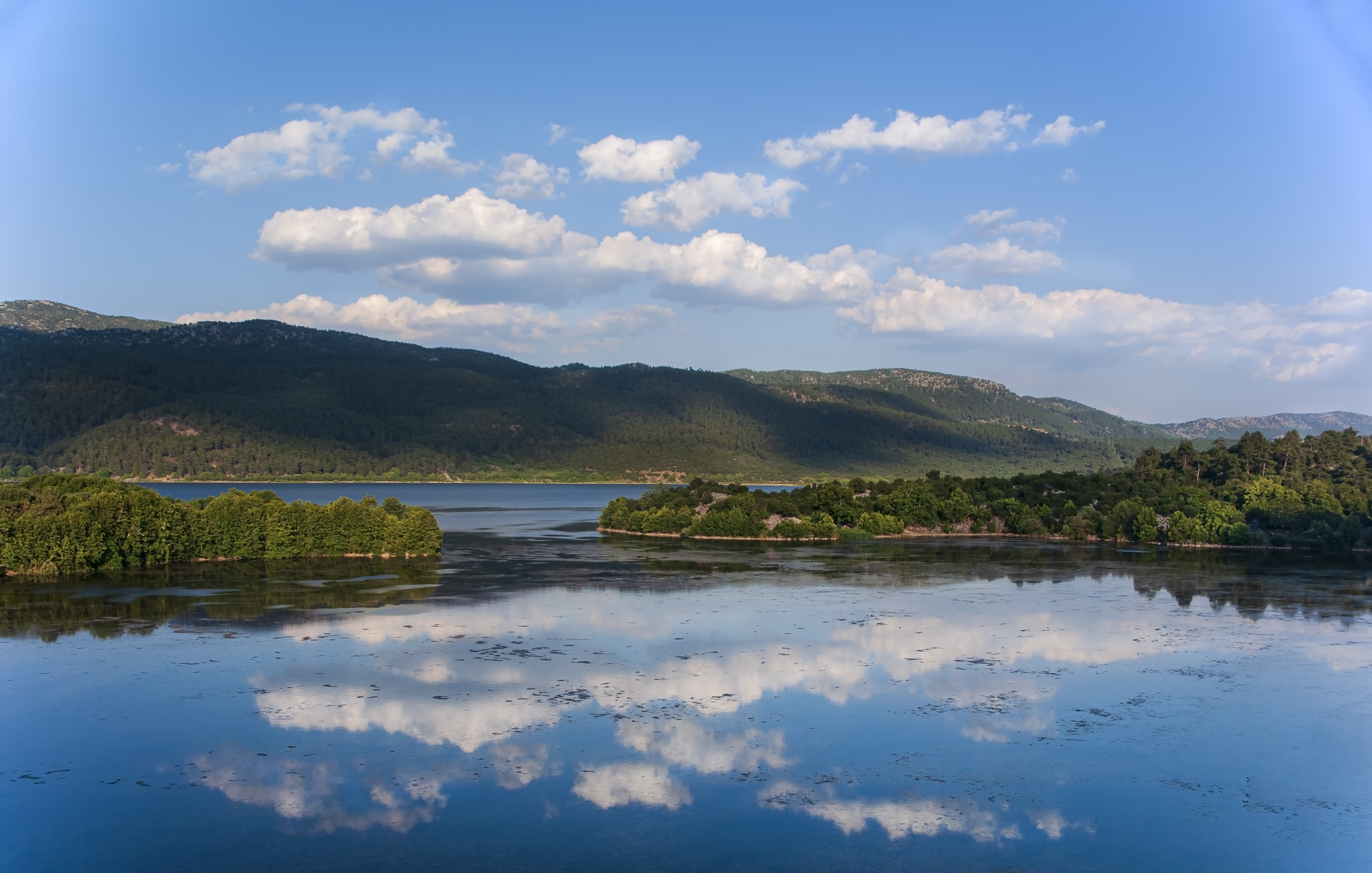

科瓦達湖國家公園是土耳其的國家公園，位於該國南部厄斯帕爾塔省，處於首都安卡拉東南面300公里，成立於1970年11月3日，面積65.5平方公里，最高點海拔高度1,068米。